# Olga Zandvliet
Olga Zandvliet (9 de marzo de 1957) es una deportista neerlandesa que compitió en tiro con arco, en la modalidad de arco compuesto.
Ganó una medalla de bronce en el Campeonato Mundial de Tiro con Arco al Aire Libre de 2001 y una medalla de bronce en el Campeonato Mundial de Tiro con Arco en Sala de 2001.
Además, obtuvo una medalla de oro en el Campeonato Europeo de Tiro con Arco al Aire Libre de 2000 y una medalla de oro en el Campeonato Europeo de Tiro con Arco en Sala de 2002.

## Palmarés internacional
| Campeonato Mundial al Aire Libre | Campeonato Mundial al Aire Libre | Campeonato Mundial al Aire Libre | Campeonato Mundial al Aire Libre |
| Año                              | Lugar                            | Medalla                          | Prueba                           |
| -------------------------------- | -------------------------------- | -------------------------------- | -------------------------------- |
| 2001                             | Pekín (China)                    | Medalla de bronce                | Equipo                           |
| Campeonato Mundial en Sala       |                                  |                                  |                                  |
| Año                              | Lugar                            | Medalla                          | Prueba                           |
| 2001                             | Florencia (Italia)               | Medalla de bronce                | Equipo                           |
| Campeonato Europeo al Aire Libre |                                  |                                  |                                  |
| Año                              | Lugar                            | Medalla                          | Prueba                           |
| 2000                             | Antalya (Turquía)                | Medalla de oro                   | Equipo                           |
| Campeonato Europeo en Sala       |                                  |                                  |                                  |
| Año                              | Lugar                            | Medalla                          | Prueba                           |
| 2002                             | Ankara (Turquía)                 | Medalla de oro                   | Individual                       |